# Хосров Рузбех
Хосров Рузбех (15 квітня 1915, поблизу міста Мелаєр, Хамадан — 11 травня 1958, Тегеран) — іранський військовий і політичний діяч, учасник революційного руху в Ірані.

## Кар'єра
Народився в сім'ї офіцера інтендантської служби. 1937 року закінчив вищу офіцерську школу в Тегерані. Служив в артилерійському зенітному полку, потім викладав математику і артилерію на артилерійському факультеті Військової академії в Тегерані.

## Хосров Рузбех і партія Туде
1943 року вступив до Народної партії Ірану (НПІ). Був одним з керівників «Організації волелюбних офіцерів» НПІ, обирався членом ЦК НПІ. Неодноразово ізазнав арештів і кілька разів тікав із в'язниці. 6 липня 1957, виданий провокатором, був знову схоплений поліцією. Виявив надзвичайну стійкість і мужність під час слідства і закритого військового суду над ним.

## Арешт і страта Рузбеха
Розстріляний 11 травня 1958 року. Промови Рузбеха перед військовим трибуналом наведені в книзі «Серце, вручене бурям». Рузбех — автор низки робіт з математики, артилерії, а також з новітньої історії Ірану.